# Лудвиг VI фон Ринек
Лудвиг VI (III) фон Ринек (на немски: Ludwig VI (III) von Rieneck; * ок. 1236; † между 17 септември 1289 / 1 май 1291) е граф на Графство Ринек.
Той е най-възрастният син на граф Лудвиг IIII (III) фон Лоон-Ринек († 15 май 1243) и съпругата му Аделхайд фон Хенеберг († 28 февруари 1256), дъщеря на граф Попо VII фон Хенеберг, бургграф на Вюрцбург († 1245) и първата му съпруга Елизабет фон Вилдеберг († 1220). Майка му Аделхайд се омъжва през 1229 г. за граф Хайнрих II фон Щолберг († 1272).

## Фамилия
Лудвиг VI се жени за Уделхилд (Аделхайд) фон Грумбах (* ок. 1240; † 18 юли 1300), дъщеря на Алберт II фон Грумбах, фогт фон Шлухтерн († 1241/1243). Те имат децата: 
- Елизабет фон Ринек (* ок. 1262; † 1299/1303), омъжена на 2 октомври 1272 г. за Улрих I фон Ханау († 1305/1306)
- Томас фон Ринек († 1291/1293), граф на Ринек, женен за Берта фон Катценелнбоген (* 1283; † сл. 1307), дъщеря на граф Еберхард I фон Катценелнбоген
- Лудвиг VIII фон Ринек Млади († 1333), граф на Ринек-Ротенфелс, женен I. 1299 г. за Анна фон Спонхайм-Кройцнах, II. пр. 16 април 1316 г. за Аделхайд фон Хоенлое-Вайкерсхайм († сл. 1340)